# Leila Hyams
Leila Hyams (New York, 1º maggio 1905 – Bel Air, 4 dicembre 1977) è stata un'attrice statunitense.

## Biografia
Figlia degli attori di rivista John Hyams e Leila McIntyre, apparve sul palcoscenico ancora bambina e fu poi nota al pubblico come modella pubblicitaria. La notorietà la portò a Hollywood, dove recitò a partire dal 1924 nei ruoli più diversi, da quelli drammatici come in The Thirteenth Chair (1929) e in Il richiamo della terra (1929), passando per gli horror Freaks (1932) e L'isola delle anime perdute (1932), fino alle commedie The Big Broadcast (1932) e Il maggiordomo (1935). Lasciò il cinema nel 1936.

## Filmografia parziale

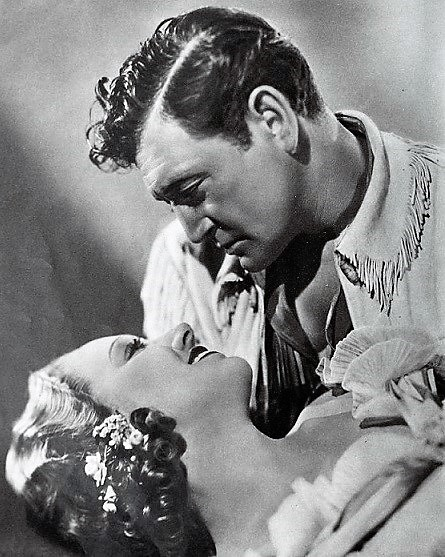
Con Richard Dix in Yellow Dust

- Sandra, regia di Arthur H. Sawyer (1924)
- Dancing Mothers, regia di Herbert Brenon (1926)
- Summer Bachelors, regia di Allan Dwan (1926)
- The Brute (1927)
- Il profumo che uccide (The Wizard), regia di Richard Rosson (1927)
- Honor Bound, regia di Alfred E. Green (1928)
- Capitan Barbablù (A Girl in Every Port), regia di Howard Hawks (1928)
- Il misterioso Jimmy (1928)
- La schiava di Singapore (1928)
- Il richiamo della terra (The Far Call) , regia di Allan Dwan (1929)
- The Idle Rich, regia di William C. deMille (1929)
- The Thirteenth Chair, regia di Tod Browning (1929)
- Io... e l'amore (1929)
- L'enigma dell'alfiere nero (The Bishop Murder Case), regia di David Burton e Nick Grinde (1930)
- Cowboy per forza (1930)
- Ombre e luci (1930)
- Carcere (The Big House), regia di George W. Hill (1930)
- Come rubai mia moglie (The Girl Said No), regia di Sam Wood (1930)
- Surrender (1931)
- Il fantasma di Parigi (1931)
- L'isola delle anime perdute (Island of Lost Souls), regia di Erle C. Kenton (1932)
- Freaks, regia di Tod Browning (1932)
- The Big Broadcast, regia di Frank Tuttle (1932)
- The Constant Woman (1933)
- The Poor Rich (1934)
- Mille dollari al minuto (1935)
- Il maggiordomo (Ruggles of Red Gap), regia di Leo McCarey (1935)
- Yellow Dust (1936)